# Manuel Díaz (Fechter)
Manuel Dionysios Díaz Martínez (* 8. April 1874 in Havanna; † 20. Februar 1929 in Rochester, New York) war ein kubanischer Fechter und Olympiasieger.
Díaz nahm im Alter von 30 Jahren an den Olympischen Sommerspielen 1904 in St. Louis teil. Dort startete er im Säbel-Einzel und mit der Florett-Mannschaft. In beiden Wettbewerben konnte er die Goldmedaille gewinnen. 